# 't Asbroek
 't Asbroek is een natuurgebied in Schoten (België). Het is 12 ha groot en voor de Vlaamse overheid erkend als natuurreservaat. Het gebied is eigendom van de gemeente Schoten en sinds 1998 in beheer van Natuurpunt.
Vroeger maakte het gebied deel uit van het kasteeldomein Amerlo. Na de Tweede Wereldoorlog werden er massaal populieren aangeplant voor de houtopbrengst. Natuurpunt wil het gebied herstellen in zijn oorspronkelijke staat tot een gevarieerd bos met streekeigen bomen en struiken. De populieren worden niet meer gekapt voor de houtopbrengst en het bos wordt door natuurlijke selectie (onder andere stormen) uitgedund. De agressieve rododendrons werden machinaal verwijderd om zo plaats te maken voor streekeigen struiken. Op de aldus ontstane open plekken tiert de braam welig.
't Asbroek is een broekbos waar vroeger veel essen groeiden, vandaar de naam. Een broekbos is een nat bos, waar kwelwater uit de grond opborrelt. Dit kwelwater bevat veel ijzer, waardoor de beken en grachten oranjerood kleuren. Voorjaarsbloeiers zoals slanke sleutelbloem, speenkruid en gele dovenetel zorgen in het voorjaar voor een gele bloemenpracht. Op het einde van de lente verandert de kleur naar het lila van de pinksterbloem en het kruipend zenegroen.
't Asbroek ligt in een keten van bosgebieden, en biedt een rust- en schuilplaats aan reeën.
In de Tweede Wereldoorlog vielen twee V-bommen in 't Asbroek (missers voor de Haven van Antwerpen). Er bleven twee bomkraters achter, die nu een ideale biotoop vormen voor enkele salamandersoorten. Het Sint-Michielscollege Schoten doet, in samenwerking met Natuurpunt, al enkele jaren onderzoek in de poelen en daarbij werden reeds kleine watersalamander, alpenwatersalamander en de zeldzamere vinpootsalamander aangetroffen.